# Babajide Sanwo-Olu
Babajide Olusola Sanwo-Olu (né le 25 juin 1965) est un homme politique nigérian et l'actuel gouverneur de l'État de Lagos. Il est devenu gouverneur sous la plateforme du All Progressives Congress après avoir disputé et remporté de façon inattendue les primaires du gouverneur sous le All Progressives Congress contre le gouverneur sortant Akinwunmi Ambode de l'État de Lagos en octobre 2019,. Il est diplômé de l'Université de Lagos, ainsi que de la London Business School, de la Lagos Business School et de la John F. Kennedy School of Government. Avant son ambition de devenir gouverneur, il était directeur général et PDG de la Lagos State Property Development Corporation (LSPDC),.

## Formation
Sanwo-Olu est titulaire d'un BSc en arpentage et d'un MBA de l'université de Lagos. Il est un ancien élève de la John F. Kennedy School of Government, de la London Business School et de la Lagos Business School.
Il est membre associé du Chartered Institute of Personnel Management (CIPM) et fellow du Nigeria Institute of Training and Development (NITAD).

## Carrière

### Banque
Babajide Olusola Sanwo-Olu a été le trésorier de l'ancienne Lead Merchant Bank de 1994 à 1997, après quoi il est passé à la United Bank for Africa en tant que responsable du marché monétaire étranger. Il est ensuite passé à la First Inland Bank, Plc (aujourd'hui First City Monument Bank) en tant que directeur général adjoint et chef de division. Il a été président de Baywatch Group Limited et de First Class Group Limited.

### Service public
Babajide Olusola Sanwo-Olu a commencé sa carrière politique en 2003, lorsqu'il a été nommé conseiller spécial pour les questions d'entreprise auprès de Femi Pedro, alors gouverneur adjoint de l'État de Lagos. Il a ensuite été nommé commissaire par intérim à la planification économique et au budget jusqu'en 2007, date à laquelle il a été nommé commissaire au commerce et à l'industrie par le gouverneur de l'époque, Bola Tinubu. Après les élections générales de 2007, Babajide Olusola Sanwo-Olu est nommé commissaire à l'établissement, à la formation et aux pensions par le gouverneur Babatunde Fashola. Babajide Olusola Sanwo-Olu a été nommé directeur général de la Lagos State Development and Property Corporation (LSDPC) par le gouverneur Akinwunmi Ambode en 2016.
Parmi ses réalisations notables dans le secteur public, on peut citer la supervision des projets de privatisation du Bureau of Public Enterprises (BPE), la création et la présidence du conseil d'administration pionnier du Lagos Security Trust Fund. Le système LAGBUS et le centre de contrôle et de commandement d'Alausa Ikeja ont été établis sous ses directives.

### Politique

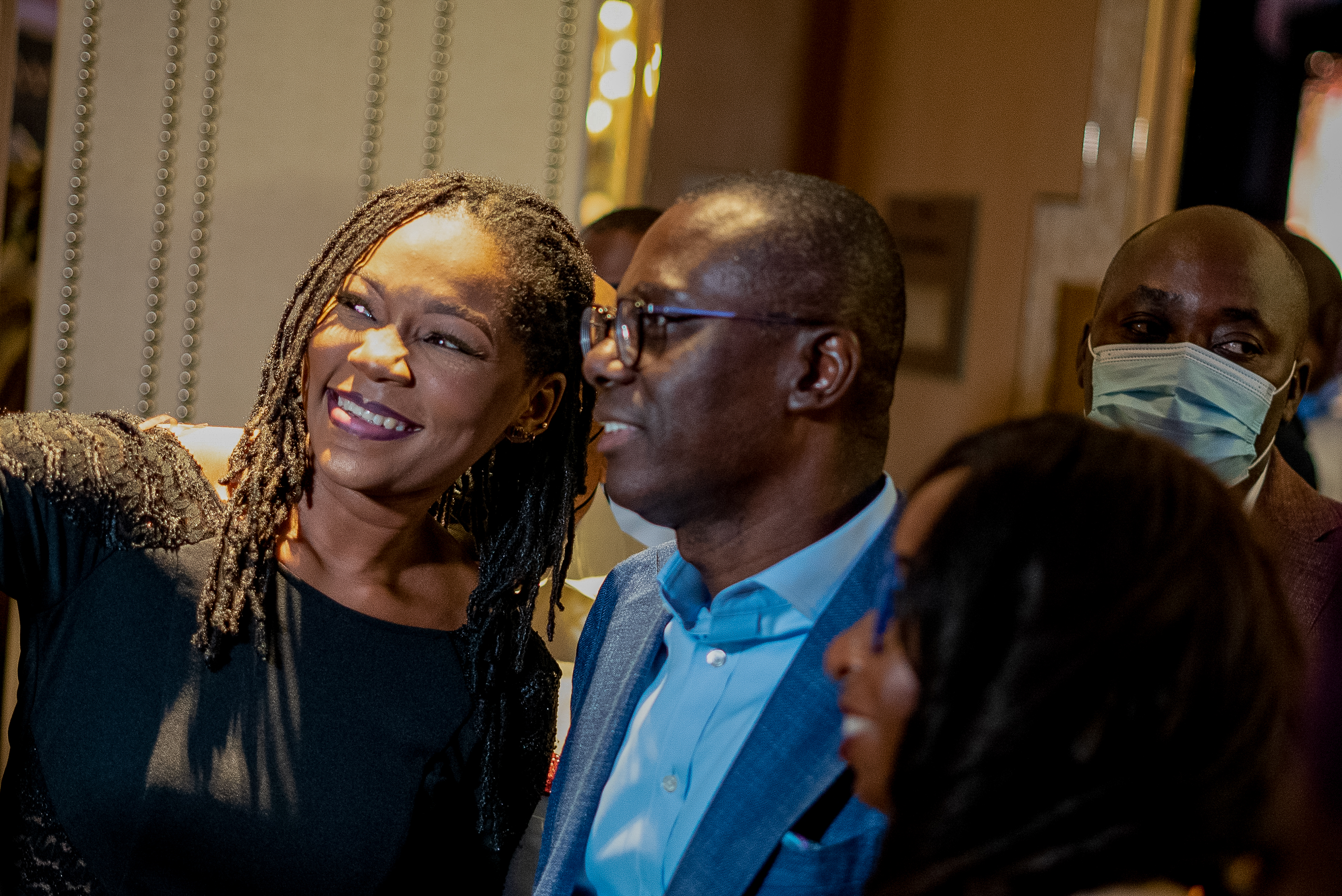
Babajide Olusola Sanwo-Olu

Le 16 septembre 2018, Babajide Olusola Sanwo-Olu a officiellement déclaré son intention de se présenter au poste de gouverneur de l'État de Lagos sous la plateforme du All Progressives Congress (APC), ce qui en fait un prétendant majeur au gouverneur sortant Akinwunmi Ambode.
Sa déclaration a attiré le soutien des principaux acteurs de la politique de l'État de Lagos, notamment le Conseil consultatif du gouverneur de la section de Lagos du All Progressives Congress et les membres de la Chambre d'assemblée de l'État de Lagos, ce qui a conduit au retrait de la course au poste de gouverneur du Dr Femi Hamzat, un aspirant au poste de gouverneur sur la plate-forme du All Progressives Congress APC à Lagos.
Il a remporté les primaires pour le poste de gouverneur de Lagos du All Progressives Congress (APC) le 2 octobre 2018. Lors du rassemblement de la campagne de lancement de l'APC qui s'est tenu le 8 janvier 2019, le gouverneur de Lagos, Akinwunmi Ambode, et 63 partis politiques ont apporté leur soutien à la candidature de M. Babajide Sanwo-Olu. En remportant une victoire écrasante sur son adversaire, Jimi Agbaje, M. Sanwo-Olu a été élu au poste de gouverneur de l'État de Lagos lors des élections générales de 2019 pour l'État de Lagos qui se sont tenues le 9 mars 2019 . Il a prêté serment en tant que 15e gouverneur de l'État de Lagos au Tafawa Balewa Square (TBS) Lagos Island le mercredi 29 mai 2019.
Il a travaillé sur différentes activités de développement, dont l'une est la construction de routes à travers les principales zones de l'État de Lagos. Récemment, Babajide Sanwo-olu a demandé que la statue de Fela Kuti, érigée par Akinwunmi Ambode, soit retirée de l'avenue Allen à Ikeja afin de faciliter la circulation dans cette zone. Cependant, la statue aurait été déplacée dans un endroit plus pratique de l'État de Lagos. Le gouverneur a mis en service la voie BRT Oshodi - Abule-Egba parmi d'autres projets en 2020.

#### Réalisations

##### Routes
Plus de 51 grands projets d'infrastructure tels que le pont aérien du Pent Cinema, la rampe d'accès et les réseaux routiers, la phase II de la route frontalière Lagos-Ogun, les projets de circulation de Lekki Oniru, le réseau routier d'Ojokoro, Somolu et Ikoyi, entre autres. Son administration a également construit et réhabilité 301 routes intérieures dans les 20 zones de gouvernement local et les 37 zones de développement des conseils locaux (LCDA). Elle a également mis en service la voie BRT Oshodi-Abule Egba. La construction de la route à revêtement en béton entre la jonction Eleko et Epe est en cours.

##### Transport en commun de Lagos
Sous Sanwo-Olu, la ligne bleue du métro de Lagos, le Lagos Light Rail, a été achevée à 80 % (en février 2022) et la construction de la ligne bleue a commencé. La Blue Line sera opérationnelle à la fin de l'année 2022.

##### Raffinerie Dangote
La raffinerie Dangote à Lekki commencera à traiter le pétrole brut au troisième trimestre de 2022. Paradoxalement, le Nigeria, exportateur de pétrole brut, doit actuellement importer des produits pétroliers tels que l'essence, le polypropylène (plastique), etc. Le traitement du pétrole brut dans le pays permettrait d'économiser les doubles frais de transport, les droits de douane et les marges des intermédiaires, tout en améliorant la balance commerciale du Nigeria. Lorsqu'elle sera pleinement opérationnelle, elle aura la capacité de traiter environ 650 000 barils de pétrole brut par jour, ce qui en fera la plus grande raffinerie à train unique au monde.

##### Zone franche de Lekki et port en eau profonde
La zone franche de Lekki a été ouverte afin d'offrir un environnement propice à la prospérité des investisseurs. Le port en eau profonde de Lekki sera achevé d'ici 2023. Le port en eau profonde de Lekki aura un impact positif significatif estimé à 361 milliards USD sur la durée de la concession. Il devrait apporter plus de 200 milliards USD au Trésor public et créer près de 170 000 nouveaux emplois. En outre, le port de Lekki stimulera le développement économique de la sous-région de Lekki et de l'ensemble de l'État de Lagos grâce à une industrialisation rapide.

##### Rizerie d'Imota
Une fois achevée, la capacité de production de la rizerie d'Imota sera l'une des plus grandes au monde et la plus grande en Afrique subsaharienne, produisant 2,5 millions de sacs de riz de 50 kg par an. Comme pour le pétrole brut, le Nigeria exporte du riz non décortiqué (paddy) et le réimporte à l'état décortiqué. La transformation du riz sur place, qui permet d'économiser les frais de transport et les marges des intermédiaires, devrait créer des emplois, améliorer la balance commerciale et faire baisser le prix de cet aliment de base au Nigeria. À pleine capacité, la rizerie fournira un approvisionnement régulier de 2,4 millions de sacs de riz de 50 kg aux habitants de Lagos et créera plus de 250 000 emplois.

##### Finances
Sous Sanwo-Olu, l'État de Lagos a connu une croissance de 127 % de ses recettes au premier trimestre 2021.

##### Éducation
Sanwo-Olu a veillé à la formation de plus de 12 000 femmes et des milliers de jeunes de l'État ont été responsabilisés dans plusieurs chaînes de valeur.

##### Environnement
Afin de garantir la propreté de Lagos, Sanwo-Olu a fait don de 30 camions de 12 mètres cubes, de 60 camions de 24 mètres cubes et de 12 chargeurs à crochet, qui devraient compléter plus de 850 camions compacteurs PSP pour améliorer la prestation de services dans les communautés mal desservies de l'État.

#### Controverse
En avril 2020, lors de la pandémie de Covid-19, Sanwo-Olu aurait mal géré les fonds de secours pour la pandémie. Le parti d'opposition PDP a demandé une enquête sur ces dépenses.

##### Le massacre de Lekki Tollgate
Le 20 octobre 2020, le gouverneur a imposé un couvre-feu de 24 heures pendant les manifestations de la fin du SARS. Ce jour-là, Sanwo-Olu a demandé au président nigérian Buhari le soutien de l'armée nigériane. À la suite de cela, un nombre non confirmé de manifestants ont été abattus au péage de la Lekki Expressway et d'autres ont été blessés. Les informations varient entre neuf et 48 morts. Dans les semaines qui ont suivi, le gouvernement fédéral nigérian a d'abord nié l'incident, puis a dû admettre au coup par coup, selon des rapports de CNN et des vidéos diffusées en continu, que l'armée avait tiré à balles réelles sur les manifestants non armés.

### Évaluation
Sanwo-Olu poursuit la gestion populaire de son prédécesseur et ami de parti Babatunde Fashola. Il s'agit notamment des mesures d'infrastructure dont le pays a un besoin urgent, dans le cadre de projets financés en partie par le public et en partie par le privé (PPP).